# Abludomelita desdichada
Abludomelita desdichada är en kräftdjursart. Abludomelita desdichada ingår i släktet Abludomelita och familjen Melitidae. Inga underarter finns listade i Catalogue of Life.